# 大宝 (南梁)
大宝（550年正月—551年十二月）是梁簡文帝蕭綱的年号，共计近2年。
萧纲原本想取《周易》“内文明而外柔顺，以蒙大难，文王以之”之意改元“文明”，表示自己被军阀侯景挟持，有如昔日周文王蒙难，又担心被侯景察觉，最后改元大宝。
荆州刺史湘东王萧绎、益州刺史武陵王萧纪等势力不承认大宝年号，继续用梁武帝的太清年号。侯景建汉代梁后，各地拥梁大臣拒绝承认侯景的合法性，继续沿用大宝年号至大宝三年（552年）。

## 纪年
| 大宝 | 元年  | 二年  | 三年  |
| ---- | ----- | ----- | ----- |
| 公元 | 550年 | 551年 | 552年 |
| 干支 | 庚午  | 辛未  | 壬申  |

## 同期存在的其他政权年号
- 中國
  - 天正（551年八月—十一月）：南朝梁政權豫章王萧棟的年号
  - 太清（547年四月—552年十一月）：南朝梁湘东王萧绎等沿用的梁武帝原先年号
  - 太始（551年十一月—552年三月）：南朝梁時期侯景的年号
  - 武定（543年正月—550年五月）：東魏政权東魏孝靜帝元善見年号
  - 天保（550年五月—559年十二月）：北齊政权北齊文宣帝高洋年号
  - 明：西魏年号
  - 大統（535年正月—551年十二月）：西魏政权西魏文帝元宝炬年号
  - 永平（549年—550年）：高昌政权麴玄喜年号
  - 和平（551年—554年）：高昌政权年号
  - 建元（536年—551年）：新羅真興王的年号
  - 開國（551年—568年）：新羅真興王的年號

## 参看
- 中国年号索引
- 其他使用大宝年號的政權